# Haijin
Haijin (chino: 海禁; pinyin: Hǎi Jìn; literalmente «mar prohibida»)  fue una serie de políticas chinas aislacionistas relacionadas que restringieron el comercio marítimo privado y el asentamiento costero, durante la mayor parte de la dinastía Ming y alguna de los Qing. Impuesta, en principio,  para luchar contra la piratería japonesa llamada wakō  la prohibición resultó finalmente ineficaz, al contrario, impuso grandes dificultades en las ciudades costeras así como a los honestos mercaderes del mar.
La piratería descendió a niveles insignificantes después de la abolición general de la política en 1567. Posteriormente la dinastía Qing adoptó una forma modificada. Esto produjo el sistema de Cantón de las Trece Factorías, pero también el contrabando de opio que condujo a las guerras del opio con Gran Bretaña  y otras potencias europeas en el siglo XIX.
La política también fue imitada tanto por Tokugawa Japón  (como Sakoku) como por Joseon de Corea, que se hizo conocido como el «Reino de Ermitaño», antes de que se abrieran militarmente en 1853 y 1876.

## Dinastía Ming

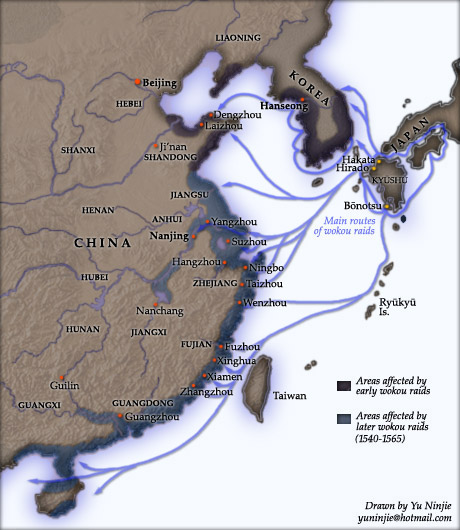
Un mapa de incursiones de piratas wakō siglos -.Los primeros piratas se basaban principalmente en las islas japonesas periféricas, pero estaban dirigidos a los japoneses, así como a Corea y a la China Ming. Los últimos fueron en su mayoría chinos desposeídos por la política de Ming.

### Antecedentes
El siglo XIV fue un momento de caos en todo el este de Asia. La segunda pandemia de peste bubónica comenzó en Mongolia alrededor de 1330, y pudo haber matado a la mayoría de la población de Hebei y Shanxi y millones en otros lugares. Otra epidemia fustigó durante tres años desde 1351-1354. Las revueltas existentes sobre el monopolio de la sal del gobierno y las graves inundaciones a lo largo del río Amarillo provocaron la Revuelta de los Turbantes Rojos. La declaración de los Ming en 1368 no terminó sus guerras con restos  mongoles bajo Toghon Temür en el norte y bajo el príncipe de Liang en el sur. El rey Gongmin de Corea había comenzado también a liberarse de los mongoles, retomando las provincias del norte de su país, cuando la revuelta de los Turbantes Rojos devastó las áreas y arrasó con Pionyang. En Japón, el  emperador Go-Daigo  hizo un intento de restauración con el derrocamiento del shogunato Kamakura, pero en última instancia, simplemente fue reemplazado por el más débil shogunato Ashikaga.
El descontrol sobre la periferia de Japón llevó a los piratas a establecer bases en las islas periféricas del reino, particularmente en Tsushima, Iki y Gotōs Estos  piratas wakō asaltaron Japón, Corea y China.

### Política
Como líder rebelde, Zhu Yuanzhang promovió el comercio exterior como fuente de ingresos. Como emperador Zhū Yuánzhāng, el primero de la dinastía Ming, sin embargo, emitió la primera prohibición marítima en 1371. Todo el comercio exterior se realizaría mediante misiones oficiales de tributo , manejadas por representantes del Imperio Ming y sus estados "vasallos". El comercio exterior privado se castigaba con la muerte, con la familia y los vecinos del delincuente exiliados de sus hogares. Unos años más tarde, en 1384, las Intendencias de Comercio Marítimo ( Shibo Tiju Si ) en Ningbó, Guangzhou, y Quanzhou estaban cerradas. Barcos, muelles y astilleros fueron destruidos y los puertos saboteados con rocas y estacas de pino. Aunque la política ahora está asociada con la China imperial en general, estaba en desacuerdo con la tradición china, que había perseguido el comercio exterior como una fuente de ingresos y se volvió particularmente importante bajo Tang, Song y Yuan. Un edicto de 1613 prohibió el comercio marítimo entre las tierras al norte y al sur del río Yangtze, intentando detener a los capitanes que decían dirigirse a Jiangsu y luego desviarse a Japón.

### Razón fundamental
Aunque la política generalmente se ha atribuido a la defensa nacional contra los piratas, fue con clara evidencia contraproducente y, sin embargo, se prolongó durante tanto tiempo que se han ofrecido otras explicaciones. La concepción inicial parece haber sido utilizar la necesidad japonesa de productos chinos para obligarlos a cumplir sus condiciones. Los  paralelos con medidas Song y Yuan que restringen las salidas de lingotes de plata han llevado a algunos a argumentar que su intención era apoyar la impresión de la moneda fidutaria del emperador Hongwu, cuyo uso fue continuado por sus sucesores hasta 1450. (Hacia el 1425, falsificación desenfrenada e  hiperinflación significaba que la gente ya cotizaba aproximadamente 0.014% de su valor original.) Otros afirman que fue un efecto secundario del deseo de elevar la humanidad  confuciana ( 仁 , ren ) y eliminar la avaricia de las relaciones exteriores del reino, o una estratagema para debilitar los asuntos del sur del reino en beneficio del gobierno central. Sin embargo, puede haber sido el caso que el Emperador  Zhū Yuánzhāng priorizó la protección de su estado contra los remanentes del Yuan del Norte, dejando la política y sus ejecutores locales como lo máximo que pudo lograr, así como su mención sobre ellos en sus Acciones Ancestrales como responsables de su continuación.

### Efectos
La política ofrecía misiones tributarias muy pequeñas -decenales que comprendían únicamente dos barcos- como recompensa por el buen comportamiento y la tentación para que las autoridades japonesas desarraigaran a sus contrabandistas y piratas. El mensaje del emperador Hongwu al shogunato Ashikaga de que su ejército "capturaría y exterminaría a sus bandidos, iría directo a su país y pondría a su rey en cautiverio", recibió la descarada respuesta del shogunato Ashikaga que "su gran imperio puede invadir" Japón, pero a nuestro pequeño estado no le falta una estrategia para defendernos".
Aunque la Haijin (prohibición del mar), dejó libre al ejército Ming para extirpar a los leales restantes de Yuan y asegurar las fronteras de China, afectó los recursos locales. 74 guarniciones costeras se establecieron desde Guangzhou en Guangdong hasta Shandong; bajo el emperador Yongle, estos puestos avanzados fueron teóricamente tripulados por 110 000 súbditos. La pérdida de ingresos de los impuestos sobre el comercio, contribuyó a las dificultades crónicas de financiación en toda la dinastía Ming, en particular en las provincias de Zhejiang y Fujian. Al empobrecer y provocar tanto a los chinos de la costa como a los japoneses contra el régimen, aumentó el problema que pretendía resolver. La ola inicial de piratas japoneses había sido tratada independientemente por Jeong Mong-ju e Imagawa Sadayo, quienes devolvieron su botín y esclavos a Corea; Ashikaga Yoshimitsu entregó 20 más a China en 1405, quienes los hirvieron vivos en un caldero en Ningbó. Sin embargo, las incursiones en China continuaron, más gravemente bajo el emperador Jiajing. En el siglo XVI, los piratas "japoneses", "wokou" y "bárbaros del este" de las incursiones de Jokjing Wokou eran en su mayoría no japoneses.
Sin embargo, debido a que la prohibición del mar fue agregada por el emperador Hongwu a sus Injunctions ancestrales, continuó siendo ampliamente aplicada durante la mayor parte del resto de su dinastía. Durante los siguientes dos siglos, las ricas tierras agrícolas del sur y los puestos militares del norte estuvieron unidos casi exclusivamente por el canal Jinghang. El soborno y el desinterés de vez en cuando permitían más margen de maniobra, como cuando los portugueses comenzaron a comerciar en Guangzhou (1517), (Fernando Pires de Andrade) Ningpó y Quanzhou, pero también ocurrieron represiones, como con la expulsión de los portugueses en la década de 1520, en las islas de Ningbó y Zhangzhou en 1547, o en Yuegang en 1549. A los portugueses se les permitió instalarse en Macao en 1557, pero únicamente después de varios años ayudando a los chinos a reprimir la piratería.
La piratería descendió a niveles insignificantes después de la abolición general de la política en 1567, tras la ascensión del emperador Longqing y ante la insistencia del gobernador de Fujian. A los comerciantes chinos se les permitió participar en todo el comercio exterior excepto con Japón o con armas u otros bienes de contrabando; estos incluyen hierro, azufre y cobre. El número de comerciantes extranjeros fue limitado por una licencia y un sistema de cuotas; ninguna negociación podría sacarlos de China por más de un año. Las intendencias del comercio marítimo se restablecieron en Guangzhou y Ningbó en 1599, y los comerciantes chinos convirtieron Yuegang  en un puerto próspero. El final de la prohibición del mar no marcó un cambio del corazón imperial, sin embargo, fue como un reconocimiento de que la debilidad del último estado Ming hizo imposible continuar con la prohibición. El estado continuó regulando el comercio de la manera más poderosa que pudo, y los extranjeros se limitaron a hacer negocios a través de agentes aprobados, con prohibiciones en contra de cualquier negocio directo con chinos ordinarios. Se podían hacer arreglos, pero fueron lentos en llegar: los mercaderes de Yuegang comerciaban fuertemente con los españoles durante un año de la conquista del reino de Manila en 1570 por Martín de Goiti, pero no fue hasta 1589 que el trono aprobó las solicitudes de la ciudad con más licencias para expandir el comercio. El memorial al trono de Fu Yuanchu en 1639 argumentaba que el comercio entre Fujian y el holandés de Taiwán había hecho que la prohibición fuera totalmente inviable.

## Dinastía Qing

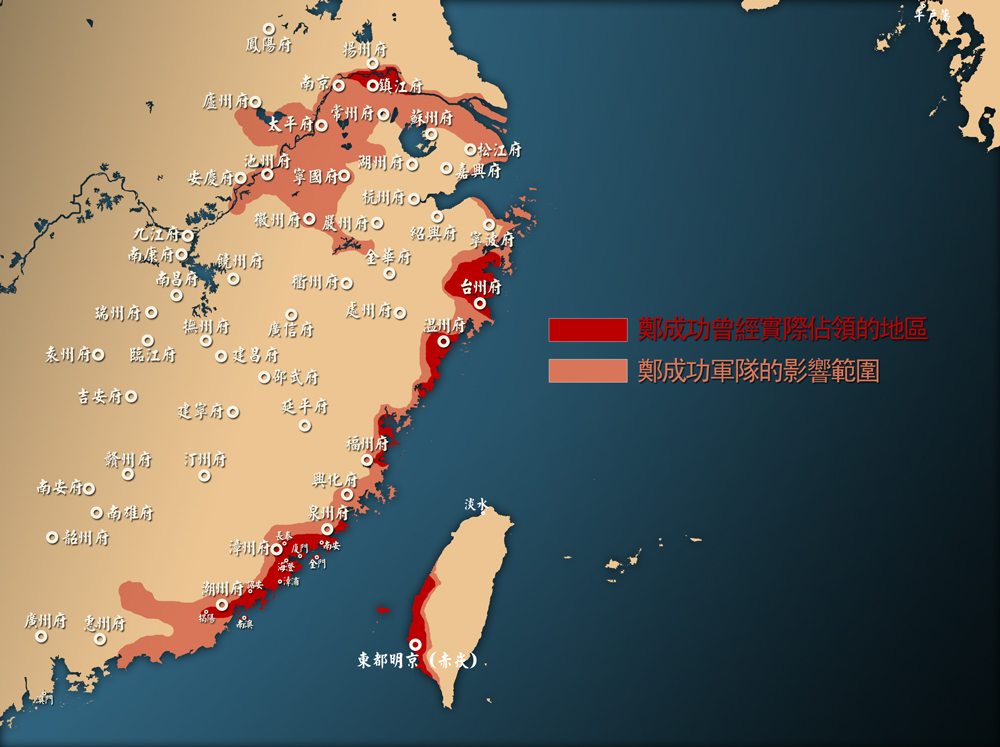
Territorio sostenido (rojo) o influenciado (rosa) por Koxinga y sus partidarios / piratas Ming.

### Antecedentes
A medida que los Qing se expandieron hacia el sur después de  su victoria en el Paso Shanhai, los Ming del Sur fueron apoyados por el  clan Zheng.  Zheng Zhilong entregó los pasos a través de Zhejiang a cambio de una jubilación adinerada, pero su hijo  Zheng Chenggong -más conocido por su nombre en lenguaje Hokkien Koxinga- continuó resistiendo desde  Xiamen y luego, después de arrebatarle el control a los neerlandeses, desde  Taiwán. Su dinastía, más tarde, lo desarrolló como el estado independiente de Tungning, pero fueron expulsados de sus bases continentales en 1661.

### Política
El regente dorgon príncipe Rui reanudó la prohibición del mar en 1647, pero no fue efectiva hasta que se siguió una orden más severa en 1661, tras la ascensión del  emperador Kangxi . En una evacuación conocida como " Gran Despliegue " o "Cambio de frontera", se exigió a los residentes costeros de provincia de Zhejiang, Jiangsu  y partes de Shandong  que destruyeran sus propiedades, y se trasladaran tierra adentro 30-50 li (unos 16 -26 km), con  soldados Qing erigiendo marcadores de límites e imponer la pena de muerte a quienes estuvieran más allá. Los barcos fueron destruidos y el comercio exterior nuevamente se limitó al que pasaba por Macao. Los controles y ajustes se hicieron el año siguiente, y los habitantes de los cinco condados: Panyu, Shunde, Xinhui, Dongguan y Zhongshan, se mudaron nuevamente el año siguiente. Después de numerosos monumentos conmemorativos de alto nivel, la evacuación ya no se hizo cumplir después de 1669. En 1684, después de la destrucción de  Tungning, se levantaron otras prohibiciones. Un año después, se establecieron oficinas de aduanas en Guangzhou, Xiamen, Ningbóy Songjiang para tratar el comercio exterior.
Las políticas represivas de Qing, como la obligación de la coleta china, hicieron que los comerciantes chinos emigraran en tal número, sin embargo, que el emperador Kangxi comenzó a temer las implicaciones militares. La comunidad inmigrante en Yakarta se estimó en 100 000 y circularon rumores de que un heredero Ming vivía en Luzón. Una prohibición al comercio en el mar de la China Meridional siguió en 1717, con inspecciones de puertos y viajes más estrictas. Se ordenó a los emigrantes regresar a China dentro de los próximos tres años bajo pena de muerte; aquellos que emigraran en el futuro se enfrentarían al mismo castigo.
El comercio legal en el Mar Meridional de China se reanudó en 1727, pero el descubrimiento de la Compañía Británica de las Indias Orientales en 1753 de que los precios y los aranceles en Ningbó eran mucho más bajos que en Cantón los impulsó a trasladar su comercio hacia el norte de 1755 a 1757. El intento del emperador Qianlong de desalentar esto a través de tarifas más altas falló; en el invierno de 1757, declaró que, a partir del año siguiente, Guangzhou (entonces romanizado como "Cantón") sería el único puerto chino permitido a los comerciantes extranjeros, comenzando el sistema de Cantón en el distrito de las factorías.

### Efectos
La prohibición inicial del mar de la dinastía Qing redujo la influencia de Koxinga en China continental y terminó con la derrota de su estado, que llevó a Taiwán al Imperio Qing .
Sin embargo, fue bastante dañino para los propios chinos, como se documenta en los monumentos conmemorativos al trono de los gobernadores y virreyes. Incluso antes de las restricciones del  emperador Kangxi, el memorial 1659 del trono de  Jin Fu sostenía que la prohibición del comercio exterior estaba limitando el acceso de China a la plata, restringiendo perjudicialmente el suministro de dinero, y que las oportunidades comerciales perdidas les costaron a los comerciantes chinos 7 u 8 millones de taels al año. El "Gran Despliegue" fue completamente perjudicial para las costas del sur de China. De los aproximadamente 16 000 residentes de la provincia de Xin'an  (aproximadamente Shenzhen y  Hong Kong modernos) que fueron conducidos tierra adentro en 1661, únicamente 1648 fueron registrados regresando en el año 1669. Grandes tifones ocurrieron en ese año y en 1671 que destruyeron aún más las comunidades locales y desalentaron el reasentamiento. Cuando se lanzaron las restricciones comerciales, Fujian y Guangdong vieron  enormes salidas de migrantes. Los conflictos entre los antiguos residentes y los recién llegados, como los hakka, provocaron desavenencias persistentes que estallaron en una guerra a gran escala en los años 1850 y 1860 y que alimentaron la piratería de Guangdong en el siglo XX.
Las restricciones impuestas por el emperador Qianlong que estableció el Sistema de Cantón fueron altamente lucrativo para Cantón  -  Howqua un importante comerciante se convirtió en uno de los individuos más ricos del mundo -  se normalizó la base tributaria y la afluencia de plata extranjera. Sin embargo, al restringir las importaciones principalmente la plata en lingote, creó una fuerte presión sobre los británicos (para quienes el té se había convertido en bebida nacional a lo largo del siglo XVII) para encontrar cualquier medio posible para ajustar la balanza comercial. Esto resultó en el contrabando de opio indio, que se volvió tan lucrativo e importante,que el virrey de Liangguang Lin Hse Tsu hizo una aplicación rigurosa de las leyes existentes contra el contrabando, que provocó en 1839 la primera guerra del Opio y el comienzo de los tratados desiguales que restringieron la soberanía de Qing en el siglo XIX. Por lo general, se considera que el Tratado de Nankín de 1842 puso fin al aislamiento de China, con la apertura de los puertos de Xiamen, Fuzhou, Ningbó y Shanghái, pero el comercio legal continuó estando limitado a puertos específicos hasta el final de la dinastía.